# 小行星120347
小行星120347（120347 Salacia），曾用臨時編號2004 SB60，是一颗海王星外天体，位於柯伊伯带，轨道半径略微大于冥王星。其直径约为850公里，是一颗较大的绕日小星体，被认为有可能成为一颗矮行星。该星体于2004年9月22日由Henry G. Roe、米高·E·布朗和Kristina M. Barkume发现。

## 命名
国际天文学会於2011年2月18日将小行星120347正式命名为Salacia。萨拉喀亚是罗马神话中尼普顿（海王星）的妻子。罗马神话的尼普顿就是希腊神话的海王波塞冬；而他的妻子，罗马神话中的萨拉喀亚就是希腊神话的安菲特里忒（希腊语：Ἀμφιτρίτη）。Salacia是海水女神，其名字的词根为salt，即为咸水。
中國天文學會2012年和2018年分别收到「潫神星」和「漾神星」的翻譯推薦，但截至2020年底尚未入庫。

## 卫星
小行星120347拥有一颗已知的卫星Actaea。